# Liber historiae Francorum
Liber historiae Francorum (o El libro de la historia de los francos) es una obra medieval considerada fuente secundaria sobre la historia de los primeros francos en los tiempos del reinado de Marcomir, y ofrece un corto breviarum de acontecimientos hasta el periodo de los últimos merovingios, convirtiéndose en una importante fuente primaria de la historia contemporánea, un buen ejemplo de historiografía sobre los pipínidas en Austrasia antes de convertirse en los más conocidos «carolingios».

## Autor, fecha y agenda
Los textos del editor Richard Geberding, quien reivindicó y defendió la coherencia y fiabilidad de las citas, (Bruno Krusch (1888) puso en tela de juicio la credibilidad del Liber Historiae Francorum en 1888), dio razones para localizar el anónimo autor en Soissons, probablemente en la Abadía de St. Medard, y lo caracteriza como «neustrio, un incondicional legitimista merovingio, seglar y opuesto a la mentalidad eclesiástica, y un entusiasta admirador y probablemente miembro de la clase aristocráticas del valle de Sena y Oise cuyos hechos, guerras y reyes describe.» Se ha fechado el Liber historiae Francorum tradicionalmente hacia 727 debido a una referencia a finales del sexto año del reinado de Teodorico IV.
La obra ofrece la perspectiva de un periodo con amplia presencia de una mayordomía real donde las facciones de los grandes terratenientes sólo podrían ser sostenidas bajo control y equilibrio de la legitimidad consagrada del rey merovingio. Liber Historiae Francorum ha sido investigado e interpretado por Richard Gerberding y más recientemente por Rosamond McKitterick en la Historia y memoria en el mundo carolingio (History and Memory in the Carolingian World). Con una cuidada y extensa narrativa, la obra ayudó a inculcar el sentido de solidaridad cultural entre los lectores a quienes se dirigía, y que satisfacía la tendencia de una agenda política que promueve.
Sobre esta agenda, Fouracre y Gerberding (1996) muestran que el libro apoya a la dinastía real merovingia en tanto que gobiernan bajo consulta de los nobles más poderosos. A cambio, los mismos nobles apoyan la corona mientras sus aspiraciones no fuesen más allá de su posición. Es un libro de una serie de libros históricos escritos en el siglo VIII, copiado y ampliamente distribuido en el siglo IX, que ofrece a sus lectores (y audiencia en su caso) un profundo conocimiento de los francos, alejado del contexto del Imperio Romano (absolutamente ignorado) y de un modo más inmediato en el mundo cristiano de la cultura galo-romana.